# Ronald Stretton
Ronald Charles "Ron" Stretton (13 de fevereiro de 1930 — 12 de novembro de 1912) foi um ciclista de pista britânico que correu durante a década de 50 do século XX.
Em 1952, participou dos Jogos Olímpicos de Helsinque, onde conquistou a medalha de bronze na prova de perseguição por equipes, formando equipe com Alan Newton, Donald Burgess e George Newberry.